# Dansbandslandslaget
Dansbandslandslaget (DBL) är en svensk superkonstellation inom dansbandsgenren, som även spelar fotbollsmatcher där intäkterna går till välgörenhet.  Man försökte även få in låten "I samma dröm" på Svensktoppen den 25 oktober 1997.  Som Tre toner har man också spelat ishockey.

## Medlemmar (1997)[4]
- Kenny Samuelsson – Streaplers
- Tommy Carlsson – Arvingarna
- Bertil 'Golla' Högberg – Sounders
- Thomas Wennerström – Wizex
- Bjarne Lundqvist – Flamingokvintetten
- Hans Östh – Bhonus
- Lasseman Larsson – Arvingarna
- Dennis Janebrink – Flamingokvintetten
- Hasse Carlsson — Flamingokvintetten
- Kim Carlsson – Arvingarna
- Casper Janebrink – Arvingarna
- Gunnar Carlsson – Dansbandsbokare
- Mads Clausen – Miami
- Henrik Göransson – Släktingarna
- Johan Fransson – Släktingarna
- Stefan Ek – Tiffany
- Thomas 'Al Capone' Olofsson – Tiffany

### Fotnoter
1. ↑  ”Dansbandslandslaget”. Arkiverad från originalet den 7 januari 2006. https://web.archive.org/web/20060107130356/http://web.comhem.se/~u31312760/dbl/index.htm. Läst 25 april 2011.
2. ↑  ”Svensktoppen”. 25 oktober 1997. http://sverigesradio.se/p4/svetop/1997/971020sv.htm. Läst 25 april 2011.
3. ↑  ”Kändisar lekte hockey”. Dalarnas Tidningar. 14 juli 2003. https://www.dt.se/artikel/kandisar-lekte-hockey.
4. ↑  ”Svenska dansband”. Arkiverad från originalet den 4 mars 2016. https://web.archive.org/web/20160304185647/http://www.svenskadansband.se/img7498.htm. Läst 25 april 2011.